# هرشی (پنسیلوانیا)
هرشی، (به انگلیسی: Hershey) شهری در ایالت پنسیلوانیا کشور ایالات متحده آمریکا است که جمعیت آن در سرشماری سال ۲۰۱۰ میلادی، ۱۴٫۲۵۷ نفر بوده‌است. دفتر مرکزی شرکت شکلات‌سازی هرشیز در این شهر مستقر می‌باشد.